# Étienne Gay
Pour les articles homonymes, voir Gay.
Ne doit pas être confondu avec Jacques Étienne Gay.
Étienne Gay, né le 20 novembre 1902 à Oran (Algérie) et mort le 4 mars 1984 à Nice (Alpes-Maritimes), est un homme politique français.

## Biographie
En 1927, il fait construire un stade dans le quartier Gambetta et qui a porté son nom,.